# فيليب كوبر
فيليب كوبر (19 فبراير 1885 - 21 مايو 1950) (بالإنجليزية: Philip Cooper)‏ هو لاعب كريكت بريطاني (وحمل سابقاً جنسية المملكة المتحدة لبريطانيا العظمى وأيرلندا).